# Грчка у Првом светском рату
По избијању Првог светског рата у августу 1914. године, Краљевина Грчка је остала неутрална нација. Без обзира на то, грчке снаге су у октобру 1914. заузеле северни Епир, територију јужне Албаније коју је прогласила за своју, у време када је нова кнежевина Албанија била у немиру. Истовремено, Краљевина Италија је заузела острво Сазан, друго албанско поседовање, а касније тог децембра албанску луку Валона.

## Позадина
Грчка је изашла као победник у балканским ратовима 1912-1913, са њеном територијом скоро удвострученом, али се нашла у тешкој међународној ситуацији. Статус источних егејских острва које су окупирали Грци остао је неодређен, а Отоманско царство је наставило да их присваја, што је довело до трке морнаричких оружја и масовних прогона етничких Грка из Анадолије. На северу, Бугарска, поражена у Другом балканском рату, гајила је реваншистичке планове против Грчке и Србије.
Грчка и Србија биле су обавезане савезничким споразумом, потписаним 1. јуна 1913. године, који је обећао обострану војну помоћ у случају напада треће стране, позивајући се на Бугарску. Међутим, у пролеће и лето 1914. године Грчка се нашла у сукобу са Отоманским царством над статусом источних егејских острва, заједно са поморском борбомизмеђу две земље и прогоном Грка у Малој Азији. Дана 11. јуна, грчка влада издала је званични протест Порти, претећи кршење односа, па чак и рата, ако прогони нису заустављени. Сутрадан је Грчка затражила помоћ Србије, ако су ствари дошле до изражаја, али је 16. јуна Влада Србије одговорила да због исцрпљености земље након балканских ратова и непријатељског става Албаније и Бугарске, није се могла обавезати се на помоћ Грчке и препоручила је да се избегне рат. 19. јуна 1914. године, служба војног штаба, под пуковником Метаксасом, представила је своју студију о војним опцијама против Турске: једини истински одлучујући маневар, искрцај целе грчке војске у Малој Азији, био је немогућ због непријатељства са Бугарском; уместо тога, Метаксас је предложио изненадну окупацију Галипољског полуострва, без претходног проглашења рата, чишћења Дарданела и окупације Цариграда како би присилили Османлије да преговарају.  Међутим, претходног дана, отоманска влада је предложила међусобне разговоре, а напетости су се довољно смањиле да би се грчки премијер Елефтериос Венизелос и Велики везир састали у Бриселу у јулу. 
Месец дана касније, избио је Први светски рат атентатом у Сарајеву.

## Август 1914 − август 1915.
Суочена с изгледом за почетно локализовани аустро-српски рат, грчко руководство је било једногласно да ће земља остати неутрална, упркос условима узајамне помоћи савеза са Србијом. Грчка је била спремна да уђе у сукоб само у случају бугарске интервенције, када би био угрожен читав баланс снага на Балкану. Како је брзо постало очигледно да сукоб неће остати локализован, већ да ће се проширити на општи европски рат, сва претходна разматрања балканских земаља де фацто су постала неважећа. То је нарочито важило за Грчку и Румунију, обе силе које су се залагале за одржавање статуса кво на Балкану, али са различитим интересима; тиме што је Румунија прогласила своју неутралност и одбила да преузме било какве обавезе у случају бугарског напада на Србију, Грчка није могла рачунати на помоћ Румуније против Бугарске или Османлија, те је заправо дипломатски изолована у регион.
Ипак, грчко политичко руководство било је подељено по својим погледима на исход рата и потребну грчку политику против борбених коалиција: премијер Венизелос је вјеровао да чак и ако Немачка и њени савезници у централним силама превладавају у Централној Европи и Британији, њена морнаричка моћ могла би да победи барем на Блиском истоку, где се налазе интереси Грчке. Венизелос је такође сматрао да ће се два главна ривала Грчке, Бугарске и Отоманског царства вероватно придружити централним силама, јер су њихови интереси били у складу са интересима Немачке. Сукоб са Османлијама над острвима источног Егеја, или погроми против Грка у Османском царству, били су још свежи у његовом уму; пошто су Турци очигледно пловили према немачком кампу, не би требало пропустити прилику за заједничку акцију са савезничким силама против њих. Иако је Венизелос за сада спреман да остане неутралан као најбољи начин деловања, његов крајњи циљ је био да уђе у рат на страни савезничких сила, било да Бугарска нападне Србију, или да савезници дају предлоге који би задовољили грчке захтеве . 
С друге стране, краљ Константин I Грчки, подржан од стране министра спољних послова Георгиоса Стрејта и Главног штаба, био је уверен у немачки тријумф, и надаље саоећао с немачким милитаристичким политичким системом. Пошто је Грчка била веома рањива на морнарице савезничких сила и тако неспособна да отворено стане на страну централних сила, Константин и његови присташе заговарали су чврсту и "сталну" неутралност. Размишљање о Стрејту, као краљевом главном политичком саветнику, било је под утицајем његовог страха од пан-славизма (којег је представљала Бугарска, али највише Русија), против којег се наводно борио Немац, као и уверење да је традиционални европски баланс моћи не би био узнемирен ратом, остављајући мало простора за грчке територијалне добитке у случају учешћа у сукобу. Посебно, и за разлику од Венизелоса, Стрејт је веровао да ће, чак и ако победе, савезници поштовати интегритет Аустроугарске и Отоманског царства.
Осим тога, краљ и његови војни саветници сматрали су немачку војску непобедивом, док су њихове разлике с Венизелосом показале и дубље идеолошке разлике: Венизелос је представљао средњу класу, либералну парламентарну демократију која се појавила након 1909. године, док су Краљ и његове присталице представљали традиционалне елите. Константин је био дубоко импресиониран немачким милитаризмом, Стрејт је био главни заговорник ројалистичких и конзервативних идеја, док је високо утицајни начелник Генералштаба Метаксас - који је као диктатор Грчке 1936-1941. председавао фашистичким режимом. 
Ово неслагање постало је очигледно већ 6. августа, када се министар спољних послова Стрејт сукобио с Венизелосом и поднео оставку; Венизелос је одбио да је прихвати како би избегао политичку кризу, док је краљ такође позвао Стрејта да га повуче, из страха да ће његова замена омогућити Венизелосу да још више гура владу за про-савезнички курс. Тако је 25. јула, када је српска влада затражила помоћ Грчке под условима савеза, у случају аустријског и бугарског напада, Венизелос 2. августа одговорио да ће Грчка остати пријатељска неутрална. Грчки премијер је тврдио да је важна клаузула у споразуму о савезу онемогућена: Србија се обавезала да ће обезбедити 150.000 војника на подручју Гевгелије како би се заштитила од бугарског напада. Штавише, ако би Грчка послала своју војску да се бори против Аустријанаца дуж Дунава, то би само изазвало бугарски напад на обе земље, са недовољним снагама да се супротстави. С друге стране, Венизелос и краљ Константин су се сложили када су одбили захтев Немачке 27. јула да се придруже централним силама.

## Преговори између Грчке и савезника
Венизелос је већ 7. августа сазвао савезнике подношењем предлога за блок на Балкану против Аустроугарске, са широким територијалним уступцима и заменама између балканских држава. Тај план нигде није водио, првенствено због учешћа Русије у пословима Бугарске и Србије, али је сигнализирао да је Венизелос спреман да напусти територијални статус кво све док су грчки интереси заштићени. Венизелос је 14. августа 1914. поднео захтев Великој Британији, Француској и Русији о њиховом ставу према Грчкој, у случају да ова друга помогне Србији против Бугарске и Турске. Након тога је 18. августа уследила формална понуда савеза. Венизелосова дипломатска иницијатива била је у супротности са тадашњим намерама Савезника, који су били усредсређени на привлачење Бугарске на њихову страну, чак нудећи територијалне уступке на рачун Србије, Румуније и Грчке - до те мере да је Венизелос био приморан да запрети оставком Савезницима, отварајући изгледе за про-немачку владу у Атини, ако истрају са захтевима за грчке уступке Бугарској. Нарочито Русија, која је тражила више уступака Бугарској, сматрала је да њени геополитички интереси најбоље служе ако Грчка остане неутрална. Улазак Грчке у рат на савезничкој страни могао би такође убрзати улазак Османлија на страну централних сила, што је посебно занимљиво за Британце, који су се плашили негативног утицаја на њихове милионе муслиманских колонијалних субјеката. Само је Британија одговорила на Венизелосов захтев, у смислу да, док су Османлије остале неутралне, Грчка би такође требала; међутим, ако би Турска ушла у рат, она би била добродошла као савезник. 
Ове иницијативе продубиле су раскол између Венизелоса и краља. Венизелос је самоуверено очекивао напад Бугарске на Србију или као чланицу централних сила или независно; будући да би то било супротно грчким интересима, улазак Грчке у рат на страни савезника био је питање времена. За краља и његове саветнике, међутим, било је потребно избегавати било какву непријатељску акцију према Немачкој, укључујући и противљење било каквом бугарском нападу на Србију, ако је то учињено као савезник Немачке. Краљ Константин и Стрејт размотрили су смену премијера, али су оклевали да то учине, с обзиром на Венизелосову велику парламентарну већину; уместо тога, 18. августа, истог дана када је Венизелос поднео своје предлоге савезницима, Стрејт је дао оставку.
Почетком септембра, преговори између Грчке и Отоманског царства су прекинути, док су Турци отишли даље ка рату и упркос томе што их је Берлин позвао да се уздрже од акција које би могле да доведу Грчку у савезнички логор. Истовремено, Британија је предложила разговоре особља о могућем заједничком нападу на Турску у Дарданелима. Та је сугестија брзо одбачена, јер су савезници наставили да инсистирају на уступцима Бугарској, али су убрзали велику кризу између Венизелоса и краља, јер је она, против Венизелосових препорука, одбила да пристане на учешће у савезничком нападу на Османлије, осим ако Турска је прво напала. Венизелос је 7. септембра поднео оставку, заједно са меморандумом у којем је изложио своје геополитичке разлоге; водећи се популарности свог премијера и парламентарној подршци, краљ је одбацио оставку. 
Србија је 2. децембра поновила свој захтев за помоћ Грчке, коју су подржале савезничке владе. Венизелос је питао Метаксаса за процену ситуације у Служби војног особља; мишљење је било да без истовременог уласка Румуније у рат на страни савезника, положај Грчке био је превише ризичан. После чврстог одбијања Румуније да се укључи у сукоб у овом тренутку, предлог је одбачен. 
Британци су 24. јануара 1915. понудили Грчкој "значајне територијалне уступке у Малој Азији" ако би ушла у рат како би подржала Србију, а у замену за задовољење неких бугарских територијалних захтева у Македонији (Кавала, Драма и Хризополис) у замену ако би ушла Бугарска у рат на страни савезника. Венизелос се залагао за тај предлог, али опет Метакасово мишљење је било негативно, из истих разлога: Аустроугарска би вероватно поразили српску војску пре него што би се могла завршити грчка мобилизација а Бугарска је вероватно била спремна за грчке снаге, док румунска интервенција не би била пресудна. Метаксас је проценио да чак и да се Бугарска придружи савезницима, још увек не би било довољно да буде победе у корист Савезника, те је препоручио присуство четири савезничка војна корпуса у Македонији као минималну потребну силу за било какву значајну помоћ. Улазак Грчке у рат поново би изложио Грке Мале Азије турским одмаздама. Венизелос је одбацио овај извештај и препоручио улазак у рат у меморандуму краљу, под условом да се Бугарска и Румунија придруже савезницима. Ситуација се променила одмах када је послат велики немачки кредит Бугарској и закључење бугарско-османског споразума за претовар ратног материјала преко Бугарске. Савезници су поновили свој захтев 15. фебруара, али је Грчка поново одбила, па чак и понудила да пошаље англо-француске трупе у Солун; Коначна одлука грчке владе поново је зависила од става Румуније, која је поново одлучила да остане неутрална.

### Галипољска кампања
Међутим, у фебруару, савезнички напад на Галипоље је почео, са поморским бомбардовањем османских тврђава. Венизелос је одлучио да понуди војни корпус и целу грчку флоту да помогне савезницима, дајући службену понуду 1. марта, упркос резервама краља. Због тога је Метакас наредног дана поднео оставку, док су састанци Крунског већа (краља, Венизелоса и бивших бивших премијера) 3. и 5. марта показали неодлучност. Краљ Константин је одлучио да одржи неутралност земље, након чега је Венизелос поднео оставку 6. марта 1915. Заменио га је Димитриос Гунарис, који је формирао своју владу 10. марта. 12. марта, нова влада предложила је савезницима своју спремност да им се придружи, под одређеним условима. Савезници су, међутим, очекивали победу Венизелоса на предстојећим изборима и нису се журили да се обавежу. Тако су 12. априла одговорили на Гоунарисов предлог, нудећи територијалну надокнаду у вијалетима Смирне - ништа конкретније није било могуће, јер су у исто време савезници преговарали са Италијом о њеним властитим захтевима у истом подручју.
Либерална партија је победила на изборима 12. јуна, а Венизелос је поново формирао владу 30. августа, са чврстом намером да доведе Грчку у рат на страни савезника. У међувремену, 3. августа, Британци су формално затражили, у име савезника, уступање Кавале Бугарској; ово је одбијено 12. августа, пре него што је Венизелос ступио на дужност.

## Септембар 1915 - септембар 1916.
Бугарска је 6. септембра потписала споразум о савезу са Немачком и неколико дана касније мобилисала се против Србије. Венизелос је наредио грчку противмобилизацију 23. септембра. 24 класе мушкараца позвано је на оружје, али мобилизација је настављена бројним потешкоћама и кашњењима, јер су недостајале инфраструктура или војни регистри у областима које су недавно стекли током балканских ратова. Пет армијских корпуса и 15 пешадијских дивизија су на крају мобилисани, али није било довољно официра да би сви људи били у саставу, резервисти су се задржали у представљању станицама за регрутацију а постојао је и општи недостатак транспортних средстава да их доведу у своје јединице. На крају су у Македонији окупљени само 3. 4. и 5. корпус, док су дивизије 1. и 2. корпуса у великој мери остале у "Старој Грчкој". 
Како се појавио улазак Бугарске у рат на страни централних сила, Срби су тражили грчку помоћ по одредбама савеза. Међутим, поново је покренуто питање помоћи Србије Бугарској око Гевгелије: чак и након мобилизације, Грчка је могла прикупити само 160.000 мушкараца, против 300.000 Бугара. Савезници су 24. септембра дали позитиван одговор, али нису имали потребних 150.000 људи; као резултат тога, краљ, служба војног особља и велики део опозиције радије су остали неутрални све док савезници не гарантују ефективну подршку. Венизелос је, међутим, затражио од француског амбасадора да што пре пошаље савезничке трупе у Солун, али да би дао грчкој влади упозорење од 24 сата; Грчка би уложила формалну жалбу због кршења њене неутралности, али онда прихватила свршени чин. Као резултат тога, француској 156. дивизији и британској 10. дивизији наређено је да се укрцају из Галипоља за Солун.
Савезници, међутим, нису обавестили Атину, што је довело до напетог застоја: када су савезнички ратни бродови стигли у Солунски залив ујутро 30. септембра, локални грчки командант, шеф 3. корпуса, генерал-поручник Константинос Мокопулос, несвесни дипломатских маневара, одбијали су улазак док чекају инструкције из Атине. Венизелос је био огорчен што га савезници нису обавестили како је договорено и одбио да дозволи њихово искрцавање. Након напорног дана, савезници су се сложили да зауставе свој приступ, све док савезничке дипломате нису могле договорити ствари са Венизелосом у Атини. Коначно, током ноћи 1. октобра, Венизелос је дао зелено светло за искрцавање, које је почело истог јутра. Савезници су издали коминике који оправдавају њихово слетање као неопходну меру за обезбеђивање њихових линија комуникације са Србијом, на шта је грчка влада одговорила протестом, али не и на даље акције. 
Након овог догађаја, Венизелос је представио свој случај за учешће у рату Парламенту, осигуравајући 152 гласа за, 102 против, 5. октобра. Сутрадан, међутим, краљ Константин је отпустио Венизелоса и позвао Александроса Заимиса да формира владу. Заимис је био наклоњен према савезницима, али војна ситуација је била гора него неколико месеци раније: Срби су били развучени до границе против Аустро-Немаца, Румунија је остала чврсто неутрална, Бугарска је била на рубу уласка у рат на страни Централних сила, а савезници су имали мало резерви да пруже било какву практичну помоћ Грчкој. Када је српски штабни пуковник Милан Миловановић посетио Атину како би изазвао намере нове владе, Метаксас га је обавестио да ако Грчка пошаље два војна корпуса у Србију, источна Македонија ће остати без одбране, тако да линија комуникације и Срба и грчких снага Бугари би била одсечена. Метаксас је уместо тога предложио заједничку офанзиву против Бугарске, где су Грци нападали дуж долина Нестос и Стримон, савезници из долине Вардар и Срби који су се придружили. Миловановић је обавестио Метаксаса да је војска Србије остала неспособна да резервне снаге уводи у било коју такву операцију. Заимисова влада је 10. октобра званично обавестила Србију да не може да јој помогне. Чак и понуда Кипра од стране Британаца 16. октобра није била довољна да се промени став нове владе. 
Дана 7. октобра аустро-немачке снаге под Макензеном почеле су своју одлучујућу офанзиву против Србије, након чега је 14. октобра дошло до напада на Бугарску, без претходног проглашења рата. Напад из Бугарске одсекао је српско повлачење јужно од Грчке, присиљавајући српску војску да се повуче преко Албаније. Француски командант-кандидат у Солуну, Морис Сарај, фаворизовао је велику савезничку операцију у Македонији против Бугарске, али су расположиве снаге биле малобројне; Британци су посебно желели да евакуишу Галипоље, док је француски врховни командант, Жозеф Жофр, нерадо скренуо снаге са Западног фронта. На крају, договорено је да се 150.000 војника пошаље у Солунски фронт, отприлике половину Француза који су били под командом Сараја. 
Бугари су 22. октобра заробили Скопље и тако одвојили Србе од окупљања савезничких снага у Солуну. У покушају да се повеже са Србима који се повлаче, Сарај је 3. и 13. новембра покренуо напад на Скопље, али му је француска влада наредила да заустави његов напредак; Бугари су напали српску војску а свака нада да ће се Срби повезати са Сарајевим снагама је нестала. Као резултат тога, остаци српске војске повукли су се у Албанију, са циљем да стигну до обала Јадрана, док је Сарај наредио својим властитим снагама да се повуку на југ према Солуну, поново прелазећи грчку границу 13. децембра 1915. Пошто су Бугари пажљиво пратили савезнике и нападали их током њиховог повлачења, постојала је бојазан да ће једноставно наставити даље од границе. Генерал-потпуковник Грчке је на сопствену иницијативу распоредио 3/40 Евзоне пуковније да покрије границу са барем симболичном силом. У том случају, Централне силе су се зауставиле пре грчке границе, иако је аустријски командант Франц Конрад фон Хецендорф инсистирао да заврши победу у Србији чишћењем Албаније и исељавањем савезника из Солуна и присиљавањем Грчке и Румуније да уђу рат на страни централних сила, немачка врховна команда, под командом Фалкенхајна, била је спремна да оконча операције како би се усредсредила на свој план да освоји рат победом у бици код Вердена.

### Скоулодисева влада
У међувремену, Грчка се још више спустила у политичку кризу: у ноћи 3. и 4. новембра, Заимисова влада је изгласана у парламенту, на седници на којој је дошло до удара министра војних послова и посланика Венизела. Краљ Константин назвао је Стефаноса Скоулоудиса новим премијером; нови премијер је преузео сам Министарство спољних послова. 11. новембра Парламент је распуштен и избори заказани за 19. децембар. 
Немачку и Аустрију су вршиле притисак на нову владу да не дозволи савезницима да се повуку на грчку територију, на шта је Скоулоудис одговорио да ће Грчка применити услове из Хашке конвенције, према којима би савезничке снаге морале бити разоружане једном преласком на грчки тло. То је изазвало буру међу савезничким владама, које су почеле да траже евакуацију грчке војске из Македоније и окупацију Милоса и Пиреја од стране савезничких морнарица. У међувремену, грчки трговачки брод је био заточен у савезничким лукама и незваничним ембарго је стављен на Грчку. 19. новембра грчка влада је обавестила савезнике да њихове снаге неће бити разоружане и да су грчке снаге у Македонији ту да се бране од бугарског напада, а не да се мешају у савезничке. Ипак, 21. новембра савезници су заузели Милос, а два дана касније тражили су формална и категорична уверавања да ће њихове снаге уживати слободу кретања и деловања у Солуну и око њега; Скоулоудис је прихватио, али два дана касније, захтеви су порасли, тражећи уклањање грчке војске из Солуна, постављање свих путева и железница у правцу Србије под складиштем Савезника, дозволу за утврђивање околине Солуна и Халкидикија и неограничено кретање савезничких флота у грчким водама. 
Након преговора 9. и 10. децембра у Солуну постигнут је компромис: Грчка 11. дивизија остала је у Солуну, а тврђава Карабоурноу остала у грчким рукама; с друге стране, грчка влада је обећала да се неће мешати у било какве савезничке мере како би ојачала своје позиције, те би остала неутрална у случају да је савезничка активност изазвала трећу моћ да нападне грчку територију. Савезници су се повукли из Милоса, док је грчки 5. армијски корпус померан на исток према Нигритију, остављајући подручје између Солуна и северне грчке границе без војника.
Овај простор је остављен да се брани са три француске и пет британских дивизија , које су у децембру 1915. - јануара 1916. подигле "утврђени камп" у широком луку око Солуна, од Орфаноског залива на истоку до реке Вардар на западу. 16. јануара 1916. Сарај је именован за савезничког команданта у Македонији.  Главнина грчких снага на том подручју окупила се у источној Македонији (4. војни корпус источно од реке Стримон, 5. корпус у подручју Нигритија, и неке јединице за подршку 1. и 2. корпуса око планине Вермион). Ове силе су се суочиле са Првом и Другом бугарском армијом.
На страни централних сила, 29. новембра 1915. године Фалкенхајн је јавно претио да ће, ако Грчка не може неутрализирати савезничке и српске снаге на њеном тлу, Немци и њихови савезници прећи границу и то учинити уместо њих, и 10. децембра, немачко министарство спољних послова реаговало је на нови споразум између Грчке и савезника у погледу њихових војски у Македонији тражећи иста права на слободно кретање на грчкој територији. На те захтеве, грчка влада је 22. децембра одговорила да неће активно да се супротстави инвазији централних сила на њену територију, под условом да Бугари не учествују, или барем не остану изван градова, а командовање операцијама било је у немачким рукама; да Бугарска није издала територијалне захтеве и да би се снаге централних сила повукле када се испуне њихови циљеви; и да грчке власти и даље постоје на истим местима. 
Немачка је 6. јануара изјавила да је спремна да поштује грчки суверенитет, под условом да се грчка војска повуче из пограничног подручја, са масовним повлачењем западно иза линије Преспанско-Катеринског језера, остављајући само 5. корпус у подручју Кавале. На тај начин Македонија би остала неспорна да се савезници и централне силе боре, док је остатак Грчке остао неутралан. Крајем јануара, грчка влада је поднела широко сличан предлог, који су развили Метаксас, савезницима; док су га британски војни аташе и Сарај првобитно прихватали, француска влада је одлучила да је одбаци, сматрајући је замком: евакуација подручја Нигрита-Драма изложила би савезничке бокове бугарским нападима, док би се супротно томе појавила грчка војска у Катерини која би покрила немачки десни бок. Штавише, према Метакасовом предлогу, савезници би изгубили приступ лукама Катерини и Волос. 
Док је Атина покушала да одржи равнотежу између зараћених коалиција и брани оно што је остало од неутралности земље, савезници су наметнули ограничени ембарго на увоз угља и пшенице и 28. децембра заузели Лезбос за употребу као базу операција. Истог дана, три немачка авиона бомбардовала су британске положаје у Солуну, након чега је Сарај ухапсио све стране конзуле у граду и привео их на савезнички ратни брод. 10. јануара 1916. савезнички амбасадори најавили су да ће српске трупе бити превезене из Албаније на грчко острво Крф, које су француски војници заузели следећег дана. Да би спречио могући бугарски напредак, Сарај је 12. јануара наредио да се разнесе неколико железничких мостова, а 28. јануара француске трупе су заузеле тврђаву Карабоурноу како би контролисале улазак у Солунски залив. Оба корака су предузета без сагласности грчких власти нити чак са консултацијама са генералом Махоном, те су разљутили грчко јавно мњење, које је почело да се окреће против савезника. 
Читав низ догађаја у зиму 1915/1916. био је показатељ безнадежног правног и политичког незадовољства на које је грчка влада наишла. Ово је сада чврсто у рукама анти-Венизелистичке фракције, пошто су Венизелос и његови присталице бојкотовали изборе 19. децембра. Већ напета политичка ситуација у Грчкој погоршана је активном пропагандом коју су спровеле зараћене коалиције, при чему су централне силе изазивале огорчење због тешких савезничких акција а савезници су позвали Грчку да се супротстави својим традиционалним ривалима, Бугарима и Турцима. Као што су изворне гарантне силе Грчке, Британије, Француске и Русије (учесници Лондонске конференције где су успоставиле грчку владу) даље тврдиле да имају право да интервенишу јер је грчка влада прекршила и савез са Србијом и грчки устав, организујући оно што су савезници (и Венизелисти) сматрали илегалним изборима. 
Неповерење између Сараја и грчке владе било је очигледно 23. фебруара, када је посетио краља Константина и Скулоудиса како би објаснио своје једностране акције у Македонији. До тог времена, 133.000 српских војника је евакуисано на Крф. Преко три хиљаде људи умрло је од дизентерије и тифуса током боравка у њима, али су такође били опремљени француским оружјем и формирани у шест дивизија. Савезници су планирали да их пребаце у Македонију, па су 5. априла захтевали да се пребаце бродом у Патрас и одатле копненим путем, преко Атине и Ларисе, у Солун. Скоулоудис је жестоко одбацио тај захтев и уследила је жестока свађа с француским амбасадором. Нетрпељивост између грчких и савезничких влада је додатно продубљена када су Французи одбили захтев за кредит од 150 милиона франака 23. априла, само да би Атина уместо тога пристала на сличан кредит од Немачке. 
Српска војска је бродом пребачена у Македонију, где је груписана у три војске. Додавање 130.000 Срба дало је савезницима преко 300.000 људи у Македонији, подижући могућност савезничке офанзиве која би могла привући Румунију у рат на савезничкој страни. Ово је одложено јер захтеви које је поставила текућа битка код Вердена на Западном фронту није омогућило трансфер више војника у Македонију, али су се супротно томе, савезници трудили везати немачке и аустријске снаге које су почеле да се повлаче у Македонији. Као резултат тога, 12. марта 1916. године, савезничке снаге су напустиле логор у Солуну и приближиле се грчкој граници, где су ступиле у контакт са снагама Централних сила.
Фалкенхајн је 14. марта обавестио грчку владу да ће немачко-бугарске трупе напредовати до Нео Петритси. Министарство војних послова одмах је издало наредбу да се све покривне снаге повуку како би се избегли контакти с немачко-бугарским снагама. Ако је ово друго било усмерено на грчка утвђења, они су морали бити евакуисани и њихово наоружање уништено. Међутим, 10. маја ова наредба је укинута, јер се влада плашила да Бугари то не искористе једнострано, а грчким снагама било је наређено да се супротстављају оружју било каквим упадом више од 500 m упадом у грчку земљу. 
Истог дана, догодила су се два догађаја од велике важности. Прво, француски батаљони су заузели грчку утврду Дова Тепе. Гарнизон није пружио никакав отпор, у складу са својим упутствима. Након тога, грчке снаге евакуисале су подручје од Вардара до Дове Тепе. Као резултат тога, грчке снаге нашле су се још више у две потпуно одвојене концентрације: 5. корпус (8., 9., 15. дивизија) и 4. корпус (5., 6., 7. дивизија) на истоку, и 3. корпус (10., 11., 12. дивизије) и грчке снаге у Тесалији на западу. Немци су обавестили Атину да су хтели да заузму пролаз Рупел као одговор на то да су савезници прешли реку Стримон. Грчка влада је протестовала да то није случај, али 22. маја 1916. бугарска и немачка влада формално су обавестиле Атину о својој намери да заузму Рупел. 
Дана 26. маја, гарнизон тврђаве Рупел открио је приближавајуће немачко-бугарске колоне. Њен командант, мајор Јоанис Мавроудис, након што је обавестио своје претпостављене (6. дивизија и Команда тврђаве у Солуну), обавестио је Немце који су се приближавали његовим наређењима да се одупру. Командант 6. дивизије, генерал-мајор Андреас Бајирас мобилисао је своје снаге и издао наређења да се одупре било каквом нападу, док су слали поруке Атини и обавештавали савезничке снаге које су напредовале до села Стримонико за могућу помоћ. Упркос поновљеним упозорењима да ће се одупрети сваком покушају да се Рупел освоји, а да је Атина обавештена, три немачко-бугарске колоне су кренуле да ухвате планину Керкини, планину Ангистро и мост преко Стримона у Коули, све док Мавроудис није наредио да се пуца на њих. Затим су зауставили и повукли се преко границе. Међутим, у 15:05 из Атине је стигло наређење којим се налаже повлачење грчких снага без отпора. У Рупелу, Мавроудис је и даље одбијао да преда тврђаву без експлицитних инструкција, све док Атина није одобрила његово повлачење. Утврђење је предато и гарнизон се повукао 27. маја, што је омогућило немачко-бугарским снагама приступ Стримонској долини и источној Македонији.

### Грчка демобилизација
Рупелова предаја била је шок за грчко становништво и катализатор односа између Грчке и савезника: 3. јуна, док су грчке власти славиле рођендан краља Константина у Солуну, Сарај је увео ванредно стање у граду, заузимајући царинске, телеграфске и поштанске уреде и железнице, док је строгом режиму цензуре наметнут новинарима. Један број високих грчких официра, укључујући шефове македонске команде Жандармерије и градске полиције, су протерани, а генерал-потпуковник Моускоуполус преузео је њихове положаје, као високи званични представник грчке владе у граду. 
Дана 6. јуна је уведена формална, иако делимична, блокада против Грчке; грчки бродови су могли бити заустављени и претресени, док су они у савезничким лукама били заточени у луци. Французи су такође преузели контролу над луком у Солуну. Протести грчке владе, који су се проширили на неутралне земље, укључујући Сједињене Државе, савезници су сматрали непријатељским гестом. Французи су одиграли водећу улогу у овим догађајима, на челу са Сарајем и амбасадором Жаном Гујилином, који су се залагали за рушење краља Константина, док су се Британци противили таквим екстремним мерама.
Дана 8. јуна, у покушају да смањи финансијско оптерећење државе и смири Сарајеве сумње о издаји, Атина је одлучила да започне демобилизацију грчке војске: дванаест старијих разреда је потпуно демобилисано, док је двомесечни одмор одобрен онима који долазе из јужне Грчке. То није било довољно већ су 21. јуна савезнички амбасадори су захтевали потпуну демобилизацију војске, оставку владе и нове изборе. Унапред обавештен, Скоулоудис је већ поднео оставку, а краљ Константин је поверио политичару ветерану Александру Заимису да формира владу и задовољи захтеве Савеза. Избори су проглашени за 8. октобар, војска је демобилисана, а чак је и неколико полицајаца чије је отпуштање затражено замењено. 
Потпуно прихваћање савезничких захтева није спречило Сараја да покуша даље провокације: крајем јуна он је захтевао да му се даје заповедништво над грчком жандармеријом; када је то одбијено, француски генерал је захтевао да се све грчке снаге одмах иселе из Солуна пре него што су се повукле. Средином јула, новине под француском контролом објављивале су чланке којима су вређали краља и грчки официрски корпус. Њени уредници су претукли грчки официри, које је затим ухапсио Москпоулос, али Сарај, који је тврдио да је то била увреда за француску заставу, послао је наоружани одред да их зароби и суди им у француском војном суду. Грчка влада је на крају осигурала њихов повратак и редовно суђење од стране грчких власти. У исто време, међутим, ројалисти су такође почели да се организују против потенцијалне претње трону: демобилисани официри и војници били су организовани у "удружењима резервиста". 

### Офанзиве централних сила
Дуго планирани савезнички напад на садашњи македонски фронт одложен је за 20. август, али 17. августа немачке и бугарске снаге напале су српске положаје северно од Флорине, које су заробили исте ноћи. Средишње силе напредовале су на западу, где су се сукобиле не само са Србима око Кајмакчалана, већ и са грчким 18. пешадијским пуком, као и у источној Македонији, где су бугарске снаге прешле реку Нестос у Хризополису и пришли Кавали. То је довело до тога да су и савезници прешли Стримон, али су њихове прве нападе држали Бугари. 
Заимисова влада, с друге стране, понудила је савезницима улазак у рат у замену за гаранцију територијалног интегритета и финансијске подршке земље. Као резултат тога, грчка влада је одлучила да не пружи отпор бугарском напретку у источној Македонији, где је грчка позиција била несигурна: након демобилизације, 4. корпус је остао са око 600 официра и 8.500 мушкараца, на челу са командантом 7. дивизије, пуковником Јоанисом Хатзопоулосом, док утврђења на подручју тврђаве Кавала нису осигурана. 15. августа Атина је наредила команди тврђаве Кавала да демонтира своје артиљеријске и митраљеске пушке, док су 18. августа наређене све дивизијске команде како би се избегли сукоби и повлачење својих јединица у дивизионе базе, а градови, укључујући Серес и Драма, ако је потребно, за Кавалу. Како се бугарски напредак наставио, избијали су спорадични сукоби, док су грчке јединице, као што су 18. пуковнија и 5. дивизија, биле опкољене и разоружане. Један по један, Хатзопулос је изгубио контакт са корпуским јединицама и утврђенима, док су оне које су могле бити направљене за Кавалу и цивилно становништво побегли из бугарског напретка и зверстава. Његови захтеви да му се дозволи мобилизација резерви и примање појачања од стране флоте су одбијени. До 22. августа источна Македонија је била под бугарском окупацијом. 
Савезници су 23. августа објавили блокаду луке у Кавали; истог и следећег дана, Бугари су окружили град и заузели прстен око њега. 5. дивизија је остала у Драми, али је 6. дивизија, осим 16. пука која је остала у Сересу, успела да стигне до Кавале 4. септембра. Тек након 27. августа, посредством немачке интервенције, било је допуштено снабдевање изолованих грчких гарнизона, што је довело до опуштања и савезничке блокаде.

## Септембар 1916 − јун 1917.
Румунија је 27. августа ушла у рат на савезничкој страни. Догађај је оголио продубљивање "националног раскола" који је захватио грчко друштво. Истог дана одржан је велики скуп Венизелиста у Атини, а Венизелос је био главни говорник. Венизелос је у свом говору оптужио краља Константина за про-немачке осећаје и јавно објавио да је био присиљен да му се супротстави. Два дана касније, 29. августа, анти-Венизелистички и про-неутрални камп одржали су свој митинг, где су бивши премијери Гоунарис, Ралис, Драгоумис, као и шеф резервиста, жестоко осудили Венизелоса као страног агента. 
Већ од краја 1915. године, Венизелови официри у Солуну, предвођени командантом 10. дивизије Леонидасом Параскевопоулосом, командантом 11. дивизије Еманоуилом Зимвракакисом и потпуковником Константиносом Мазаракисом, и уз охрабрење и подршку Сараја, били су ангажовани у завери за подстицање побуне међу грчким војним снагама у Македонији и водити их у рат против Бугарске. 30. августа, "Комитет националне одбране" (πιτροπη θνικης Αμυνης) објавио је своје постојање и позвао на побуну. Устанак је добио подршку Жандармерије и великог дела становништва, наоружаних од стране Француза и подржаних француским трупама и оклопним возилима. Сталне грчке војне јединице углавном су се показале лојалним влади, али пуковник Николаос Трикоупис, настојао је избећи крвопролиће и конфронтацију са савезницима. До 31. августа, грчки војници су се предали, а Трикоупис са лојалним официрима био је на француском пароброду који је водио за Пиреј. 
Догађаји у Солуну оставили су негативан утисак у јужној Грчкој, а официри који су се вратили добили добродошлицу хероја. И у Солуну је успостављање новог режима, на чијем је челу био Зимвракакис, било тешко, због невољности народа и официра да га подрже. Међутим, за неколико дана су им се придружили и други устанци које су водили локални политичари у Ханији, Хераклену и Самосу; у свим случајевима лојални официри су протерани, а тражили су улазак Грчке у рат на страни савезника. 
У источној Македонији, остаци 4. корпуса и даље су били изоловани једни од других и окружени бугарским снагама. Полицајци који су отишли из Кавале за Солун послани су да подстакну 6. дивизију и да се придружи устанку: 5. септембра састали су се са командантом дивизије, пуковником Николаосом Христодоулоуом, који је пристао да се укрца у јединицу на савезничким бродовима и придружи се националној одбрани у Солуну. Следећег дана, Бугари су тражили да заузму брда северно од Кавале, остављајући град потпуно беспомоћним. Хатзопулос је 9. септембра осујетио покушај укрцавања својих јединица на савезничке бродове; само шачица је пловила за Тасос. Сутрадан је, међутим, био суочен са немачким захтевима да концентрише своје снаге у унутрашњости Драме. Пошто је то значило заробити Бугаре, он је предложио да се његове снаге уместо тога превезу у Немачку. Ратни савет његових команданата је, међутим, био да се обрати савезницима са намером да пребаци трупе у јужну Грчку. Током исте ноћи, укрцавање се наставило у великом нереду, али када је сам Хатзопулос пришао британском броду, представник народне одбране га је обавестио да је капетан брода обећао подршку режиму у Солуну пре него што би му се дозволило да се укрца. Одбијајући, Хатзопулос се вратио у Кавалу, где је владао потпуни хаос: они који су се могли укрцати учинили су то, затвори су били отворени и распрострањено је било пљачкање.
Следећег дана ујутро, Немци су обавестили Хатзопоулоса да су пристали да прихвате 4. корпус у Немачку, где би били интернирани као "гости", а не ратни заробљеници, са својим личним оружјем. Међутим, Немци су инсистирали да се цела сила креће на север и напусти Кавалу истог дана. Истог дана, влада у Атини је коначно схватила да су догађаји у Кавали кренули супротно немачким и бугарским уверавањима. Његове наредбе да се потражи укрцавање свим могућим средствима, укључујући и савезничке бродове и спасавање што већег броја људи и материјала, стигли су у Кавалу у 21:00. Било је прекасно: већина јединица које су још биле под Хатзопоулосовом командом - преко 400 официра и 6.000 других чинова - кретале су се северно, на територију коју су држали Бугари, стигавши у Драму 12. септембра. Већина материјала је остављена и на крају преузета од Бугара. Између 15. и 27. септембра Хатзопулос и његови људи су пребачени возом у Горлиц у Немачкој, где су остали до краја рата. Око 2.000 људи из 6. дивизије, под пуковником Христодоулоуом, као и батаљоном хришћанског пука 2/21 и већином 7. пољског артиљеријског пука успело је да побегне на Тасос, где је Христодоулоу успео да окупи већину у подржавању Националне одбране. Остали, укључујући већину мушкараца из 7. пољског артиљеријског пука, остали су лојални краљу и пребачени у јужну Грчку. Међутим, оружје и опрема 7. пољског артиљеријског пука су били пресретани на путу француског ратног брода и преусмерени у Солун.
Бугарска окупација источне Македоније, праћена извештајима о злочинима и предаја 4. корпуса, разљутила је грчко јавно мњење, али је само послужила да продуби њену поделу: провенизелосова фракција то је сматрала још једним подстицајем за улазак у рат на Савезничка страна, док је про-неутрална страна ставила кривицу на присуство савезника у Македонији. Што се тиче савезника, читав низ ствари сматрали су разрађеном обманом коју је организовала грчка влада у сарадњи са централним силама.
У Грчкој је избио новембра месеца грађански рат између двеју фракција које су биле за и против улазак у рат на страни савезника. Грађански рат је познатији по имену Ноемвријана или Новембарски догађаји.
Венизелос је убрзо стигао у Солун, где је основао такозвану Привремену владу националне одбране. Настојања Антанте и Венизелиста да убеде "званичну" краљевску владу у Атини да напусте своју неутралност и придруже им се, нису успели а односи непоправљиво покварени током сукоба када су се трупе Антанте и Венизелиста сукобиле са ројалистима на улицама грчке престонице. Ројалистички официри хеленске војске били су плаћени, а војници су били регрутовани да се боре под Венизелистичким официрима. Ипак, краљ Константин, који је уживао заштиту руског цара као рођака и колеге монарха, није могао бити уклоњен све док након фебруарске револуције у Русији није уклоњена руска монархија са слике. У јуну 1917. године, краљ Константин је абдицирао са престола, а његов други син, Александар, преузео је трон као краљ (упркос жељи већине Венизелиста да прогласе Републику). Венизелос је преузео контролу над целом земљом, док су ројалисти и други политички противници Венизелоса били прогнани или затворени. Грчка, која је до сада била уједињена под једном владом, званично је објавила рат против централним силама 30. јуна 1917. године и на крају ће подићи десет дивизија за напоре Антанте, заједно са Краљевском хеленском морнарицом.

## Грчка као савезница
- 1917, грчки постер
- Хеленска војска, 1917
- Венизелос у Паризу
- Венизелос на македонском фронту, 1918

Македонски фронт је остао углавном стабилан током рата. У мају 1918. године грчке снаге су напале бугарске снаге и поразиле их у бици код Скра-ди-Легена 30. маја 1918. Касније 1918. године, савезничке снаге су своју офанзиву од Грчке довеле у окупирану Србију. У септембру те године, савезничке снаге (француске, грчке, српске, италијанске и британске трупе), под командом француског генерала Лоуиса Францхета д'Еспереја, пробиле су немачке, аустроугарске и бугарске снаге на македонском фронту. Бугарска је касније потписала примирје у Солуну са савезницима у Солуну 29. септембра 1918. До октобра, савезници, укључујући Грке под француским генералом Луј Франше Д'Епере, освојили су Србију и били спремни да нападну Мађарску све док мађарске власти нису понудиле предају.
Грчка војска је претрпела око 5.000 смртних случајева од својих девет дивизија које су учествовале у рату.